# Kolonka
Kolonka ist ein Dorf in der Gemeinde Pionki, Powiat Radomski, Wojewodschaft Masowien in Polen. 